# Dzień Jedności Narodowej (Rosja)
Dzień Jedności Narodowej (ros. День народного единства) – rosyjskie święto państwowe obchodzone 4 listopada w rocznicę zdobycia w 1612 Kremla moskiewskiego, opanowanego wcześniej przez wojska Rzeczypospolitej w wyniku wojny polsko-rosyjskiej (1609–1618), przez powstańców ludowych pod przywództwem Dymitra Pożarskiego i Kuźmy Minina.
Święto to miało w zamyśle rosyjskich władz zastąpić przypadającą na 7 listopada rocznicę wybuchu rewolucji bolszewickiej. Zmiany nazwy i okazji świętowanego wydarzenia dokonano 12 grudnia 2004.

## Odbiór święta w Rosji
Badanie opinii społecznej z 2020 roku wskazuje na niejednoznaczny stosunek do tego święta. Z jednej strony, 67% ankietowanych przez FOM uważa, że takie święto jest potrzebne. Z drugiej strony, tylko dla 34% Dzień Jedności Narodowej pełni znaczącą rolę. Dla 50% Rosjan to święto jest nieistotne, a 10% postrzega 4 listopada jedynie jako dzień wolny od pracy.